# Les Mille et Un Jours

Les Mille et Un Jours ou hezār-o-yek rūz (هزار و يك روز) est un vaste recueil de contes persans qui ont été apportés en Europe par l'orientaliste François Pétis de la Croix et compilés sur le modèle des Mille et Une Nuits. Les histoires des Mille et Un Jours n'ont pas connu en Europe la même popularité que leur célèbre modèle et sont aujourd'hui peu connues.

## Historique
François Pétis de la Croix (1653–1713) aurait reçu ce recueil de son ami persan d'Ispahan, un derviche nommé Mokles, qui en serait l'auteur. Lui-même, aurait pris comme modèle le recueil de comédies indiennes Al farag ba'dasch-schidda et avait converti les histoires qu'il contenait en contes persans. Lorsque Pétis de la Croix eut l'occasion de lire le recueil, il aurait été si enthousiaste qu'il aurait demandé vers 1675 à Mokles de lui prêter le manuscrit. En même temps, il aurait reçu l'autorisation de copier le texte.
De retour à Paris, Pétis de la Croix entreprit la traduction du manuscrit, bien qu'il considérât seulement un quart environ de la collection comme suffisamment précieux pour être publié. Ce recueil devait être publié sous le titre Les mille et un jours. Comme Pétis de la Croix avait passé une grande partie de sa vie en Perse, il n'était plus tout à fait sûr de sa langue maternelle. Il confia donc sa traduction à un auteur contemporain célèbre, Alain-René Lesage, pour une révision plus approfondie. Le travail de montage qui en a résulté a cependant été si minutieux que, comme on s'en est rendu compte plus tard, une œuvre entièrement nouvelle avait été créée à certains endroits. Par exemple, on a découvert que des centaines de jours étaient souvent retirés entre les histoires individuelles. Les traducteurs se sont justifiés en omettant les histoires qui ne rapportaient « que des miracles plus ou moins insensés de Mahomet » ou dont l’intrigue était si « indécente » qu’elle serait déraisonnable pour le lecteur européen moyen.
De nombreuses histoires ont été construites de telle manière que leur structure dramatique pouvait être utilisée par les auteurs européens comme source d'inspiration pour leurs propres œuvres, ce qui était d'autant plus facile que l'original indien avait également été compilé à partir de modèles de divers auteurs.
La première édition française sous forme imprimée paraît finalement de 1710 à 1712 en 5 volumes.
Autant l'authenticité des Nuits a été parfaitement établie, autant celle des Jours, beaucoup moins. Les textes reposent pour la plupart sur un véritable manuscrit turc, un recueil intitulé Al farag ba'dasch-schidda (ou Al-farage bada alschidda, ou Al-Faraj ba'da ach-chidda, soit en français La joie après le chagrin ou Éclaircie après le tourment). Mais Pétis prétendit que le manuscrit des Jours lui avait été communiqué tel quel par un "derviche" nommé Moklès, à Ispahan. On sait aujourd'hui qu'il s'agit d'une pure invention. À partir de textes rédigés en turc, mais sans doute d'origine persane, qu'il n'a pas conservé, Pétis a tout arrangé, réécrit, recomposé, dans une grande mesure. On soupçonne même Alain-René Lesage d'avoir joué un rôle de rédacteur à un niveau que l'on ignore. Il est possible que "l'érudit" Pétis ait jugé utile de faire réécrire certains contes ou certains passages par un écrivain professionnel. La question reste ouverte. Quant au titre des Mille et Un Jours, peut-être l'a-t-il choisi en espérant se démarquer de son confrère Galland en se basant sur une histoire-cadre turque qu'il a imaginée à partir du canevas de son recueil turc.

## Cadre narratif
Comme Les Mille et Une Nuits, le recueil des Mille et Un Jours s’inscrit également dans une histoire-cadre. Elle raconte celle de la princesse Farrukhnaz, la belle fille du roi Togrul-Bei du Cachemire. L'intrigue commence par un rêve de la princesse dans lequel elle voit un cerf pris dans un piège. Une biche qui apparaît peu après parvient à le libérer, mais finit elle-même prise dans le piège. Au lieu de l’aider comme elle l’a fait, le cerf l’abandonne à son sort.
Après son réveil, Farrukhnaz est fermement convaincue que le dieu Kesaja lui a envoyé le rêve pour l'avertir de l'infidélité générale des hommes. Dès lors, elle refuse même d'écouter les propositions de mariage que lui font les princes les plus puissants. Son père, qui la croit devenue arrogante, la regarde avec une inquiétude toujours croissante. Il craint que les princes offensés ne cherchent à se venger et ne portent malheur à son royaume.
Il charge alors la fidèle nourrice Sutlemema de tout tenter pour ramener la princesse à la raison. Elle tente d'y parvenir avec une série d'histoires qui visent à fournir des preuves toujours meilleures et plus frappantes de la fidélité des hommes. Finalement, la princesse se convertit, mais cela ne se produit pas à cause des histoires. La raison exacte n'est cependant pas entièrement claire, puisque Pétis de la Croix n'a adopté l'histoire-cadre que par fragments et qu'il n'existe que quelques copies très fragmentaires de l'original persan.

## Postérité
Les Mille et Un Jours sont aujourd'hui infiniment moins célèbres en Occident que Les Mille et Une Nuits. Pourtant, les deux œuvres ont paru en français presque simultanément, au début du XVIIIe siècle, les Jours avec un léger retard sur les Nuits (publiées par Antoine Galland entre 1704 et 1717). Pétis était un orientaliste au moins aussi compétent que Galland, lisant l'arabe, le turc, le farsi (persan), l'arménien, entre autres, titulaire de la chaire d'arabe au Collège royal avant Galland. Il avait passé en Orient davantage d'années que Galland, y compris à la cour du Grand Turc. Mais le problème repose sur la rédaction du recueil. 
Quoi qu'il en soit, les Jours peuvent encore être lus, dans l'ensemble, sans ennui. Ils sont différents des Nuits, la magie y intervient nettement moins (mais un peu quand même), l'amour, les questions de fidélité, y tiennent un très grande place. Le conte-cadre décrit en effet une princesse, Farrukhnaz, qui fait un rêve dans lequel la gente masculine est décrite de façon affreuse et négative, autant instable, que peu fiable et violente. Elle refuse alors de se marier parce que tous les hommes lui semblent volages, infidèles et menteurs. Comme on le devine, tout s'arrangera à la fin du volume[réf. nécessaire]. En effet, sa suivante et nourrice Sutlumemé a promis au roi Togrul-Bey de faire changer d'avis sa fille : « Je sais une infinité d'histoires curieuses dont le récit peut, en divertissant la princesse, lui ôter la mauvaise opinion qu'elle a des hommes. En lui faisant voir qu'il y a eu des amants fidèles, je la disposerai sans doute insensiblement à croire qu'il y en a encore... ».
Cette histoire n'a, selon Malek Chebel, ni l'amplitude, ni la force diabolique des Nuits. Le critique Jean-François de La Harpe, dans son Lycée, ou, Cours de littérature ancienne et moderne, en dit ceci : « Les contes persans, que l'on appelle Mille et un Jours, ont un fondement plus raisonnable, il s'agit de persuader à un jeune princesse, trop prévenue contre les hommes, qu'ils peuvent être fidèles en amour ; et en effet, la plupart des contes persans sont des exemples de fidélité. Plusieurs sont du plus grand intérêt ; mais il y a moins de variété, moins d'invention que dans les Mille et une Nuits ».
Certains contes sont ironiques, parfois ouvertement parodiques, d'autres au contraire édifiants avec certains éléments de prosélytisme musulman assez lourds, absents des Nuits sous cette forme, où l'attachement à l'islam se fait de façon beaucoup plus "naturelle". Et le recueil est beaucoup plus court que celui des Nuits, ce qui est permis par une fraude assumée : on passe directement du 190e Jour au 960e… Il faut reconnaître que les Jours font parfois preuve d'une certaine monotonie, au contraire du jaillissement inépuisable des Nuits[réf. nécessaire].
L'un des contes est toutefois demeuré célèbre, celui du prince Calaf et de la princesse de Chine dont Puccini tira le livret de son ultime opéra inachevé, que certains considèrent comme son chef-d'œuvre, Turandot.
Pétis de La Croix sera postérieurement imité par d'autres écrivains. Ainsi, l'indianiste Auguste-Louis-Armand Loiseleur-Deslongchamps, qui a publié en 1838 une édition augmentée des Nuits de Galland, ainsi qu'un Essai historique sur les contes orientaux et sur les Mille et une nuits, a aussi publié ladite année Les Mille et Un Jours : suivis des contes turcs, basé sur le travail de Pétis de La Croix. René Basset, linguiste arabisant, réunit et publia en 1924 ses Mille et Un contes, récits et légendes arabes, sans beaucoup s'appesantir sur Les Mille et Une Nuits, ni sur Les Mille et un jours. Il faut savoir que l'expression « Mille et un » est utilisée ici dans le sens de la quantité et non du contenu. Enfin, l'arabisant Maurice Gaudefroy-Demombynes, a traduit de l'arabe en 1909 Les cent et une nuits.